# Jacob Hobein
Jacob Hobein ('s-Gravenhage, 8 januari 1810 – Vlissingen, 10 april 1888) was een Nederlandse matroos (tweede klasse), die op 8 april 1831 met de Militaire Willems-Orde werd onderscheiden, omdat hij op 18 maart van dat jaar in de Belgische wateren bij Philippine de Nederlandse vlag van een gestrande sloep die in handen van de opstandige Belgen dreigde te vallen, wist te redden.

## Marine
Jacob Hobein was al op 13-jarige leeftijd matroos geworden. Hij was de eerste schepeling (matroos) van de Koninklijke Marine die werd opgenomen in de exclusieve, maar ook voor dappere soldaten en matrozen bestemde, Militaire Willems-Orde. Hobein bracht tijdens zijn lange loopbaan in de Koninklijke Marine enige tijd in Nederlands-Indië door en klom op tot bootsman en commandant van een in Groningen afgemeerd opleidingsschip. In 1877 ging Hobein met pensioen. Op 16 maart 1881 verleende Koning Willem III hem de Eremedaille in Zilver verbonden aan de Orde van de Eikenkroon.

## Afbeelding
De schilder Jan Willem Pieneman vereeuwigde Jacob Hobein in 1832 op een olieverfportret. Hobein was ook Broeder van de Orde van de Nederlandse Leeuw. Een schilderij over de terugkeer van Hobein is van de Zuid-Nederlandse schilder Dominicus Franciscus du Bois.

## Graf

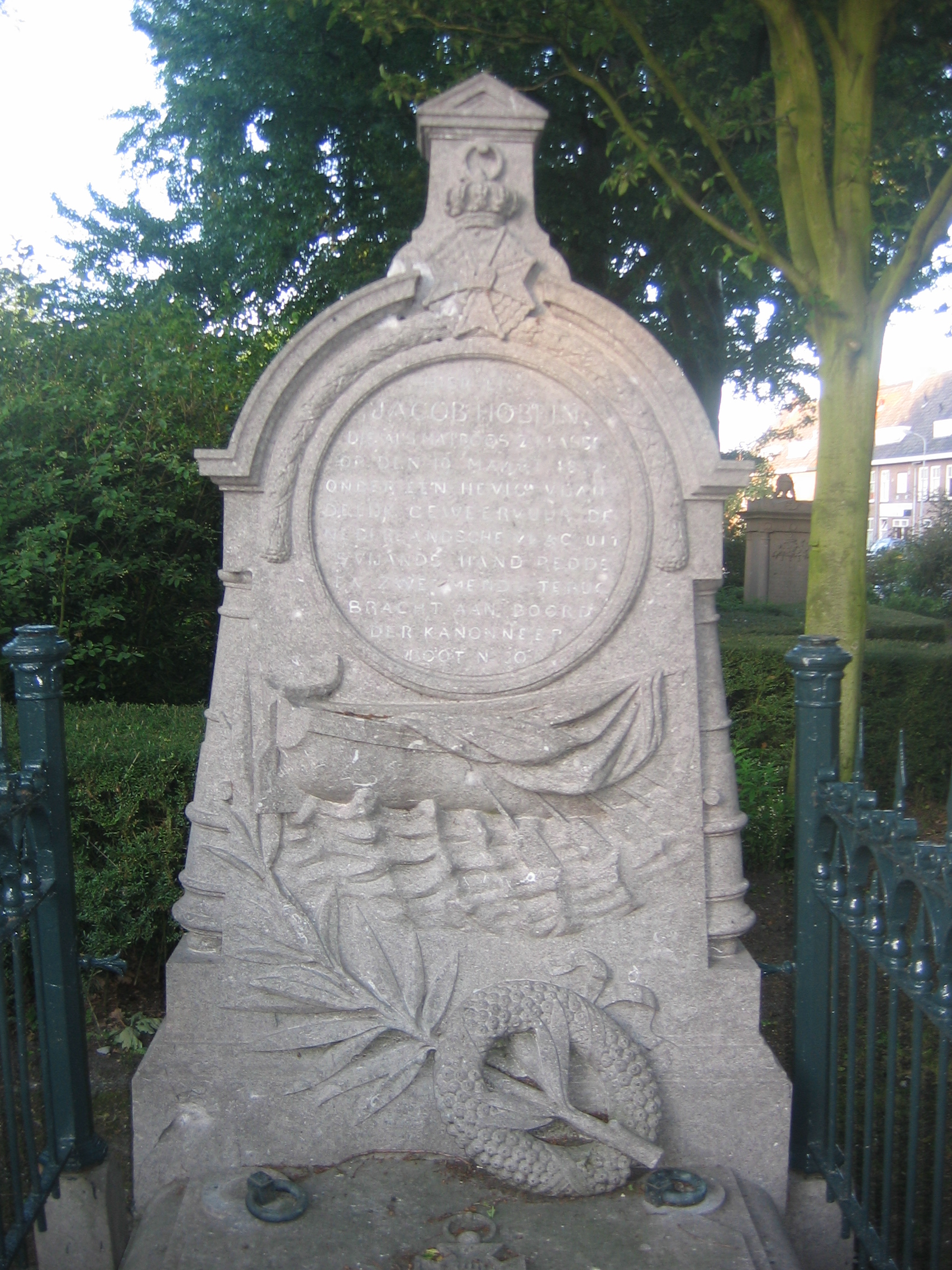
Jacob Hobein

Het graf van Jacob Hobein ligt op de voormalige begraafplaats aan de Koudekerkseweg (Julianapark) in Vlissingen. Op de dankzij een inzameling van de marine en de loodsen geplaatste zerk staat de volgende tekst:

Hier ligt Jacob Hobein, die als matroos 2e klasse op den 19den maart 1831 onder een hevig vijandelijk geweervuur de Nederlandsche vlag uit ’s vijands hand redde, en zwemmende terugbracht aan boord der kanonneerboot no. 30.
Op de zerk is ook een 19e-eeuwse sloep afgebeeld waarover de Nederlandse vlag ligt.

## Eigen verslag

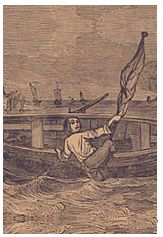
Jacob Hobein redt de vlag. In werkelijkheid had hij zijn broek uitgetrokken.

Jacob Hobein liet een zelfgeschreven verslag van zijn heldendaad na, dat nu in het Vlissingse gemeentearchief ligt. Merkwaardig genoeg schrijft Hobein daarin dat hij, nadat hij binnen reikwijdte van de vijandelijke schutters kwam, grotendeels onder water gezwommen had en daarom niet alleen de vlag maar de sloep zélf had gered. In de verdere literatuur uit de 19e eeuw is er steeds uitsluitend sprake van een geredde vlag.

## Hr.Ms. Jacob Hobein
In 1891 werd op de rijkswerf in Amsterdam de spartorpedoboot Hr.Ms. Jacob Hobein gebouwd. In 1904 werd het schip omgebouwd tot vistorpedoboot. Het schip werd kort vóór de Eerste Wereldoorlog uit de vaart genomen.

## Eerbetoon

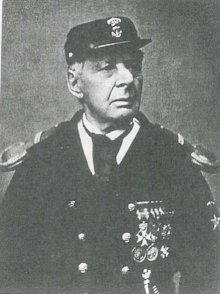
Jacob Hobein

Hobein ontving voor zijn heldendaad naast officiële onderscheidingen van instanties, ook huldeblijken en geschenken van 'burgers' en instanties. Het Zeeuws maritiem muZEEum toont onder andere:
- een zilveren tabaksdoos van de Rotterdamse Stedelijk Vrijwillige Schutterij
- een zilveren tabaksdoos, geschonken door leesgezelschap Doctrine et Amicitia, Amsterdam
- een drinkglas op zilveren voet van de 'ingezetenen van Vlissingen'
- een zilveren kroes, ontvangen van het Zeemanscollege Zeemans Hoop,[3] Amsterdam[4]
- de medaille, behorende bij de Willemsorde